# Europäische Auster
Die Europäische Auster (Ostrea edulis) ist eine Muschelart aus der Familie der Austern (Ostreidae). Sie wird in kleinem Maßstab in Aquakulturen gezüchtet, spielt jedoch mit einem Weltmarktanteil von 0,2 % eine nur sehr geringe Rolle. Daher ist sie eine verhältnismäßig seltene, aber von Liebhabern geschätzte Austernspezialität. Sie heißt auf Französisch Huître plate européenne und auf Englisch European flat oyster. Besonders große Exemplare werden in Frankreich Pied de cheval (Pferdefuß) genannt. Die Europäische Auster war im deutschen Anteil der Nordsee seit etwa 1930 ausgestorben. Sie ist nun seit etwa 1992 in kleineren Beständen wieder heimisch, die vermutlich aus französischen Zuchten stammen. Sie ist aber weiterhin vom Aussterben bedroht.
Rechte und linke Klappe des gleichen Tieres:

Rechte Klappe
Linke Klappe

Fossil (Pliozän)

Rechte Klappe
Linke Klappe

## Merkmale
Das Gehäuse einer Europäischen Auster ist meist nahezu kreisrund bis leicht elliptisch. Sie messen 12 bis max. 18 cm im Durchmesser (bis 20 cm). Die Klappen sind relativ flach, daher auch die französische Bezeichnung plate. Die linke Klappe ist aber etwas stärker gewölbt als die rechte Klappe; die rechte Klappe bildet quasi den Deckel für die linke Klappe. Sie sind mit der linken Klappe am Untergrund festgewachsen und entsprechend kann auch die äußere Form etwas variieren. Die Außenseite der Klappen weist deutliche Anwachsstreifen und meist auch kräftige radiale Rippen auf. Die Farbe ist meist hellgrau, gelegentlich auch hellbraun oder grünlich mit rosafarbenen, grünlichen oder rötlichen Flecken. Das Ligament liegt innen in einer dreieckigen Ligamentgrube. Es ist nur ein Schließmuskel vorhanden. Das Schloss besitzt keine Zähne. Der Fuß ist weitgehend rückgebildet, Siphonen fehlen ebenfalls.

## Lebensweise
Die Europäische Auster lebt bevorzugt in flachen Küstengewässern, sie bevorzugt Buchten mit stabilem Salzgehalt und einen festen Untergrund. Sie kommt von der Gezeitenzone bis in etwa 80 m Wassertiefe vor. Sie bildet aber keine Bänke, sondern liegt vereinzelt im Abstand von einem bis mehreren Metern. Bei Niedrigwasser kann sie auch trockenfallen; die Klappen werden dabei fest verschlossen. Das Wasser darf allerdings nicht zu kalt sein; sie benötigt im Sommer mindestens 15 °C. Der Salzgehalt darf nicht niedriger als 19 Promille sein. Sie ist ausgesprochen sensibel für Gewässerverschmutzung und Viruserkrankungen und benötigt sehr sauberes Wasser.
Die Europäische Auster ist in gewisser Weise ein Zwitter. Allerdings ist sie nicht gleichzeitig Männchen und Weibchen, sondern wechselt mehrfach in ihrem Leben das Geschlecht. Anfänglich sind Jungtiere männlich und bleiben dies meist im ersten Jahr. Danach werden sie weiblich und wechseln das Geschlecht zweimal jährlich. Die Austern laichen im Sommer bei einer Wassertemperatur von mindestens 15 – 17 Grad. Die Männchen geben das Sperma einfach ins freie Wasser ab. Die Weibchen produzieren pro Laichvorgang bis zu 3 Mio. Eier, die zunächst im Gehäuse zwischen den Kiemen zurückgehalten und vom eingestrudelten Sperma männlicher Tiere befruchtet werden. Nach ca. zwei Wochen schlüpfen die Larven und werden aus dem Gehäuse ausgestoßen. Sie driften etwa ein bis zwei Wochen im freien Wasser, bevor sie zum Bodenleben übergehen. Die Verluste in dieser Zeit sind enorm. Das Tier heftet sich zunächst mit dem Byssus an einem Hartgrund fest, bevor es die linke Klappe mit einer vom Fuß gebildeten, kittartigen Masse am Hartgrund fest zementiert. Der Fuß wird anschließend weitgehend rückgebildet, bzw. wächst nicht weiter. Er ist beim erwachsenen Tier quasi nicht mehr erkennbar.
Die Europäische Auster wächst deutlich langsamer als z. B. die Pazifische Felsenauster. Sie kann bis zu 30 Jahre alt werden.
In einer Tiefe von ca. 30 m hatten sich in der Nordsee Austernriffe gebildet. Diese bestanden aus alten Austern und den auf ihnen wachsenden folgenden Generationen. Dadurch hat sich aus ihnen im Laufe vieler Generationen ein eigener Lebensraum gebildet. Als er Mitte des 19. Jhd. entdeckt wurde erstreckte sich das Riff von den Küsten der Niederlande bis nach Sylt. Es bedeckte eine Fläche von ca. 21 000 km². Nach seiner Entdeckung wurde das Riff durch Schleppnetzfischerei abgefischt. Wenige Jahrzehnte nach seiner Entdeckung war es komplett verschwunden.

## Geographische Verbreitung
Die Europäische Auster ist – wie der Name andeutet – in Europa beheimatet. Das Verbreitungsgebiet erstreckt sich an der östlichen Atlantikküste von Norwegen bis auf die Höhe des Mittelmeeres. Sie kommt auch im Mittelmeer und im Schwarzen Meer vor.

## Die Europäische Auster als Meeresfrucht

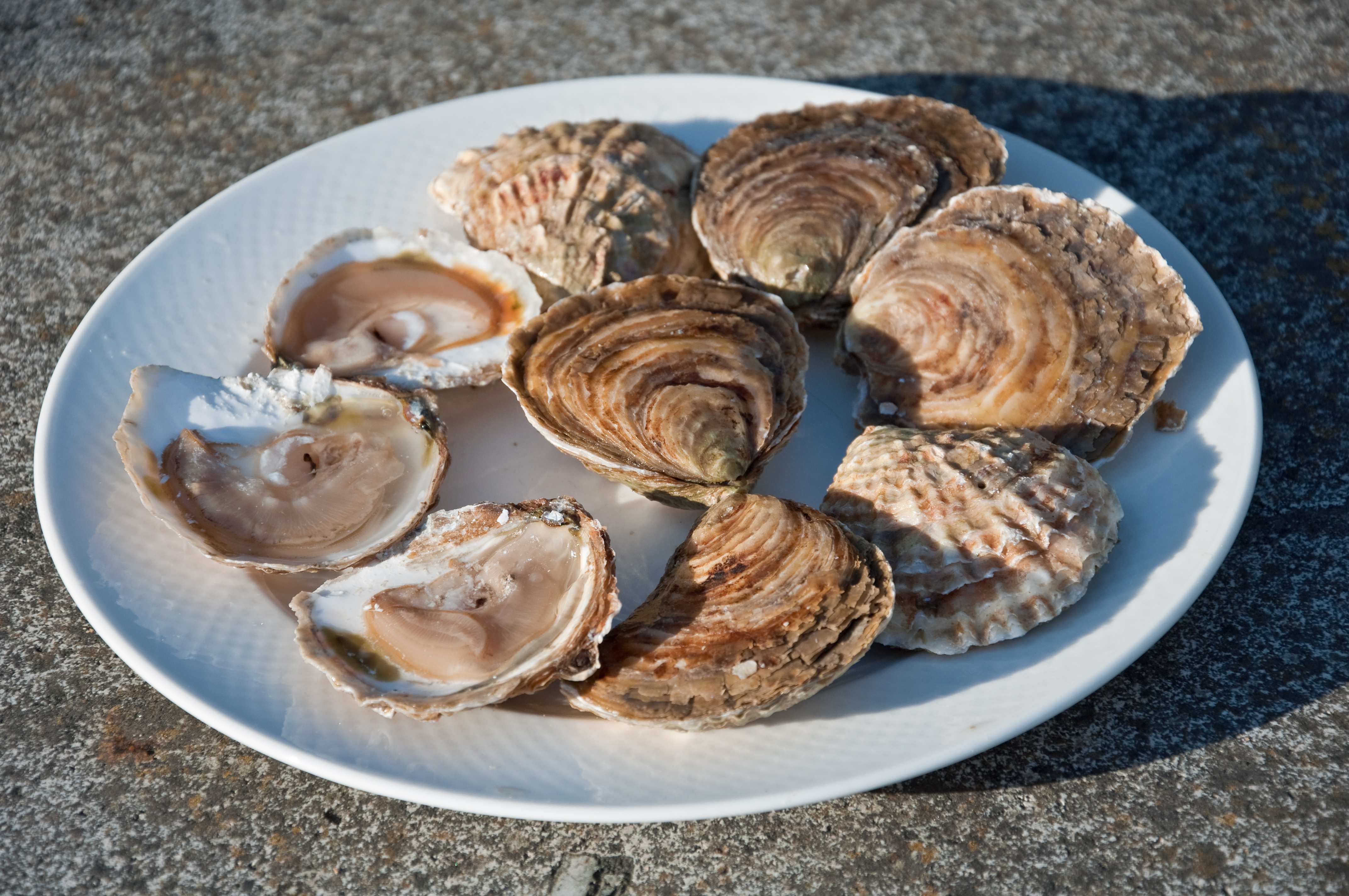
Bélon-Austern

Die Europäische Auster wird im verhältnismäßig kleinen Umfang als Meeresfrucht gefischt. Der Weltmarktanteil beträgt nur etwa 0,2 % der Weltproduktion an Austern. Größte Produzenten von Ostrea edulis in Aquakultur waren 2019 Frankreich (1.188 Tonnen), Spanien (416 t), Irland (256 t) und die Niederlande (220 t). Die weltweite Gesamtmenge der Aquakulturproduktion betrug im Jahr 2019 2.182 Tonnen und hatte einen Wert von 14,8 Millionen US-Dollar. Zwei Drittel der Austern kommt aus Aquakulturen, ein Drittel wird mit Schürfnetzen gefischt, letztere Methode ist vor allem in Dänemark und England vorherrschend. Die Zahl der Europäischen Austern ist in den letzten Jahrzehnten allerorts stark zurückgegangen, in etlichen Regionen ist sie in freier Natur bereits ausgestorben.
Die Europäische Auster ist, wenn sie im Alter von drei bis vier Jahren auf den Markt gebracht wird, im Verhältnis zu den anderen Austernarten im Handel eher klein, die Handelsgröße beträgt 8 – 11 cm.
Jahresproduktion in Tonnen (Quelle: FAO/FIGIS)

## Kulinarisches
Die huître plate ist eine verhältnismäßig seltene und teure Spezialität, sie wird von Kennern gesucht und geschätzt. Sie wird praktisch immer roh konsumiert. Die bekannteste Art ist die „Bélon“ aus dem gleichnamigen Fluss Bélon an der Südküste der Bretagne (Frankreich), die für ihr subtiles und leicht nussiges Aroma berühmt ist. Aus England kommen „Colchester“, „Helford“ und „Whitstable“ und aus Irland die „Galway“.

## Weichtier des Jahres
Die Europäische Auster wurde vom Kuratorium „Weichtier des Jahres“ zum Weichtier des Jahres 2013 gewählt.